# Округ Лоренс (Кентаки)
Округ Лоренс (енгл. Lawrence County) је округ у америчкој савезној држави Кентаки.

## Демографија
По попису из 2010. године број становника је 15.860, што је 291 (1,9%) становника више него 2000. године.
| Група             | 2000.          | 2010.          |
| Белци             | 15.348 (98,6%) | 15.582 (98,2%) |
| Афроамериканци    | 15 (0,1%)      | 33 (0,2%)      |
| Азијати           | 11 (0,1%)      | 26 (0,2%)      |
| Хиспаноамериканци | 64 (0,4%)      | 77 (0,5%)      |
| Укупно            | 15.569         | 15.860         |